# كليف هيكس
كليف هيكس (بالإنجليزية: Cliff Hicks) هو لاعب كرة قدم أمريكية أمريكي، ولد في 18 أغسطس 1964 في سان دييغو في الولايات المتحدة.

## وصلات خارجية
- كليف هيكس على موقع مرجع كرة القدم المحترفة.كوم (الإنجليزية)